# Comarca de Pontevedra

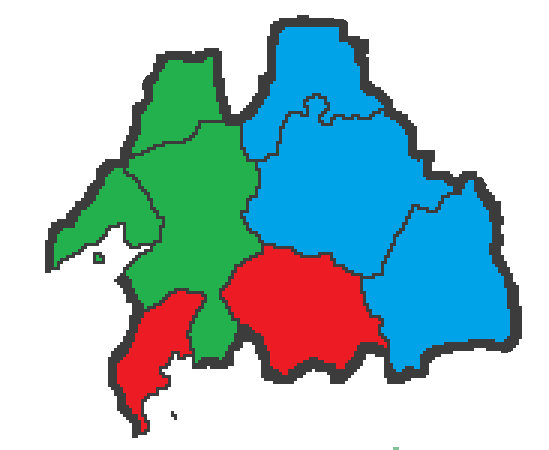
Concellos gobernados por:
PSdeG
PPdeG
BNG

La comarca de Pontevedra es una comarca española situada en la provincia homónima. Aglutina las tierras del entorno de la capital provincial excepto Marín, integrada en la comarca del Morrazo por motivos históricos, sociales y demográficos (tras la creación de las comarcas oficiales gallegas en la década de 1990, este municipio se integró primeramente en la comarca pontevedresa, pero a petición de sus vecinos pasó a incluirse poco tiempo después dentro de la del Morrazo).

## Geografía
Limita al norte con las comarcas oficiales de Caldas y Tabeirós-Tierra de Montes, al este con las de Carballino y El Ribeiro, al sur con la Comarca de Vigo y el mar; y al oeste con la del Morrazo, el mar, y la del Salnés.

## Municipios
Integran la comarca los municipios de:
- Pontevedra
- Poyo
- Barro
- Campo Lameiro
- La Lama
- Puentecaldelas
- Vilaboa
- Parte de Cerdedo-Cotobade, concretamente el territorio correspondiente al antiguo municipio de Cotobade

La comarca ocupa el centro de la región de las Rías Bajas, y sus salidas al mar son las costas de los municipios de Poyo y Vilaboa, así como la orla costera de Pontevedra (parroquias de Lourizán -playa de Placeres- y, en menor medida Puente Sampayo).
| Municipio        | Nombre oficial   | Población (hab.) | Superficie (km²) | Densidad (hab./km²) | Nº de parroquias | Gobierno   |
| ---------------- | ---------------- | ---------------- | ---------------- | ------------------- | ---------------- | ---------- |
| Pontevedra       | Pontevedra       | 83260            | 118,22           | 699,3               | 19               | BNG        |
| Poyo             | Poio             | 17073            | 33,93            | 497,23              | 5                | BNG        |
| Puentecaldelas   | Ponte Caldelas   | 5533             | 87               | 63,6                | 9                | PSdeG-PSOE |
| Vilaboa          | Vilaboa          | 5919             | 36,9             | 162,01              | 5                | PSdeG-PSOE |
| Cerdedo-Cotobade | Cerdedo-Cotobade | 5697             | 214,52           | 28,47               | 21               | PPdeG      |
| Barro            | Barro            | 3623             | 37,7             | 98,12               | 6                | BNG        |
| La Lama          | A Lama           | 2397             | 111,8            | 21,44               | 10               | PPdeG      |
| Campo Lameiro    | Campo Lameiro    | 1778             | 63,8             | 27,87               | 6                | PPdeG      |
| Total            | Total            | 125280           | 702,64           | 178,30              | 81               |            |

Con capitalidad en la ciudad de Pontevedra, la comarca ocupa todo el anfiteatro del valle bajo del río Lérez y las abruptas sierras circundantes (que la unen con la provincia de Orense en el ayuntamiento de A Lama), así como las riberas marítimas reseñadas.
Esa configuración geográfica delata una comarca bastante heterogénea, que como otras gallegas, aglutina en su seno varias comarcas históricas. 
Es la de Pontevedra, pues, una comarca funcional, conformada por municipios que se relacionan con Pontevedra, pero no una comarca histórica ni geográfica. Aglutina buena parte de la gran comarca histórica de Tierra de Montes, una parte de la del Morrazo, y otra de la del Salnés, así como la del Bajo Lérez, donde confluyen las tres.